# 스코어본 하이에나들
스코어본 하이에나들은 2020년 창단된 독립야구단이다. 기존 독립야구단과 달리 회비 면제, 팀 버스 제공, 숙식 제공 등의 혜택이 있다.

## 대한민국의 독립구단 목록
- 파주 챌린저스
- 연천 미라클
- 고양 원더스
- 성남 맥파이스
- 가평 웨일스
- 포천 몬스터
- 수원 파인이그스

### 해체된 독립구단
- 고양 원더스 (2011-2014) (2014년 해체)
- 수원 로보츠 (2018년 해체)
- 용인 스텔스 (2018년 해체)
- 저니맨 외인구단 (2019년 해체)
- 양주 레볼루션 (2019년 해체)
- 성남 블루팬더스 (2019년 해체)
- 용인시 빠따형 독립야구단 (2020년 해체)
- 의정부 신한대학교 피닉스 (2020년 해체)
- 스코어본 하이에나들 (2021년 해체)

## 코치
- 최해명
- 이양기
- 마정길
- 임익준
- 원창식

## 같이 보기
- 2021년 스코어본 하이에나들 시즌